# Брестский областной Совет депутатов
Брестский областной Совет депутатов (бел. Брэсцкі абласны Савет дэпутатаў) является представительным государственным органом и основным звеном системы местного самоуправления на территории Брестской области. Он состоит из депутатов, избранных в 57 избирательных округах области в соответствии с избирательным законодательством Республики Беларусь, по мажоритарной системе. Совет является юридическим лицом.
Совет осуществляет свою деятельность через сессии, работу президиума Совета, постоянных и временных комиссий на основе перспективного плана работы, утверждаемого Советом на год, а также путем реализации депутатами своих полномочий в порядке, установленном законодательством Республики Беларусь.
Депутат Совета осуществляет свои полномочия без отрыва от трудовой (служебной) деятельности, кроме председателя Совета, и пользуется соответствующими гарантиями, предусмотренными Законом Республики Беларусь «О статусе депутата местного Совета депутатов» и другими актами законодательства Республики Беларусь.
Срок полномочий областного Совета депутатов — 4 года.

## Состав
Последние, двадцать восьмые, выборы в Брестский областной Совет депутатов состоялись 18 февраля 2018 года.
| Партия | Получила голосов | Мест |
| --- | ---------------- | ---- |
| Либерально-демократическая партия                                                                                 | 4336             | 0    |
| Объединённая гражданская партия                                                                                   | 3664             | 0    |
| Партия БНФ | 1018             | 0    |
| Коммунистическая партия Беларуси                                                                                  | 18087            | 1    |
| Белорусская партия левых «Справедливый мир»                                                                       | 4273             | 0    |
| Белорусская социал-демократическая партия (Грамада)                                                               | 9078             | 0    |
| Республиканская партия труда и справедливости                                                                     | 32502            | 3    |
| Белорусская патриотическая партия https://web.archive.org/web/20170522190723/http://xn--80adikeitciwjq.xn--90ais/ | 0                | 0    |
| Белорусская партия «Зелёные»                                                                                      | 0                | 0    |
| Консервативно-Христианская Партия - БНФ                                                                           | 0                | 0    |
| Партия «Белорусская социал-демократическая Грамада»                                                               | 0                | 0    |
| Социал-демократическая партия Народного Согласия                                                                  | 0                | 0    |
| Республиканская партия                                                                                            | 0                | 0    |
| Белорусская аграрная партия                                                                                       | 0                | 0    |
| Белорусская социально-спортивная партия                                                                           | 0                | 0    |
| Партия свободы и прогресса                                                                                        | 0                | 0    |
| Партия Белорусская Христианская Демократия                                                                        | 0                | 0    |
| Белорусская партия трудящихся                                                                                     | 0                | 0    |
| Белорусская социал-демократическая партия (Народная Грамада)                                                      | 0                | 0    |

По результатам выборов 2018 года, 53 депутата из 57 — являются беспартийными, 3 — члены Республиканской партии труда и справедливости и ещё 1 — член Коммунистической партии.
1. Гутник Игорь Николаевич
2. Пух Валентина Николаевна
3. Козодой Василий Петрович
4. Шматов Александр Михайлович
5. Сильченко Игорь Викторович
6. Павлюкович Тамара Ивановна
7. Ашмянцев Сергей Дмитриевич
8. Старик Елена Николаевна
9. Кулинич Виталий Григорьевич
10. Побиванцева Наталья Фадеевна
11. Казимирчик Евгений Александрович
12. Кучерук Юрий Романович
13. Ласкович Александр Владимирович
14. Зайцев Евгений Станиславович
15. Желенговский Василий Петрович
16. Герасимович Вячеслав Владимирович
17. Суховерхий Василий Иванович
18. Турчак Иван Григорьевич
19. Юркевич Виталий Александрович
20. Попко Павел Иванович
21. Колосовский Виктор Викентьевич
22. Ткачев Александр Сергеевич
23. Кислый Владимир Петрович
24. Горбань Виталий Владимирович
25. Петровский Александр Борисович
26. Наркевич Юрий Иосифович (председатель)
27. Василевский Сергей Сергеевич
28. Сошко Вадим Владимирович
29. Трифонов Евгений Владимирович (член КПБ)
30. Радчук Геннадий Анатольевич (член РПТС)
31. Миронов Виктор Григорьевич
32. Воронин Сергей Николаевич
33. Шиколай Николай Степанович
34. Юзефович Василий Михайлович
35. Комар Анатолий Афанасьевич
36. Хомич Елена Васильевна
37. Шаблинская Елена Ивановна (член РПТС)
38. Теслюк Олег Евгеньевич
39. Мельник Роман Васильевич
40. Демидюк Татьяна Павловна
41. Тетерук Иван Сергеевич
42. Карпец Сергей Федорович
43. Гаврилкович Эдуард Геннадьевич
44. Веренич Сергей Васильевич (член РПТС)
45. Афанасенко Мария Михайловна
46. Полховский Сергей Федорович
47. Кравчук Руслан Иванович
48. Коханович Сергей Владимирович
49. Лугина Татьяна Алексеевна
50. Бычило Сергей Владимирович
51. Хроленко Владимир Федорович
52. Калих Виктор Михайлович
53. Крац Александр Станиславович
54. Мойсюк Виктор Иванович
55. Антонович Иван Николаевич

## ЧленыСовета республикиот Брестской области
- Амбражейчик Виктор Георгиевич
- Антонович Иван Николаевич
- Бысюк Григорий Григорьевич
- Дудорга Нина Васильевна
- Левченко Ольга Васильевна
- Маркевич Василий Петрович
- Романовский Василий Борисович
- Чайчиц Виктор Иванович

## Руководство
- Председатель — Наркевич Юрий Иосифович (с 6 марта 2018 — по наст.время);
- Ашмянцев Сергей Дмитриевич (февраля 2007 — 6 марта 2018 года)
- Заместитель председателя — Пух Валентина Николаевна (с 2018 года — по наст.время);
- Пацовский Иван Иванович (с 2003 года — 6 марта 2018 года);